# فرودگاه محلی قصیم
 فرودگاه محلی قصیم (به انگلیسی: Qassim Regional Airport) یک فرودگاه همگانی با کد یاتا ELQ است که یک باند فرود آسفالت دارد و طول باند آن ۳۰۰۰ متر است. این فرودگاه در شهر بریده کشور عربستان سعودی قرار دارد و در ارتفاع ۶۴۸ متری از سطح دریا واقع شده است.

## شرکت‌های هواپیمایی و مقصدهای پروازی
| شرکت‌های هواپیمایی            | مقصدهای پروازی                                              |
| ---------------------------- | ----------------------------------------------------------- |
| ایر عربیا                    | شارجه                                                       |
| ایر قاهره                    | سوهاج، شرم‌الشیخ، اسیوط                                      |
| خطوط هوایی یونیورسال المصریه | قاهره                                                       |
| هواپیمایی مصر                | قاهره                                                       |
| فلای‌دبی                      | دوبی                                                        |
| فلای‌ناس                      | منطقه‌ای ابها، ملک عبدالعزیز، ملک فهد                        |
| گلف ایر                      | بحرین                                                       |
| نسما ایرلاینز                | قاهره، منطقه‌ای هائیل                                        |
| نایل ایر                     | قاهره، برج‌العرب                                             |
| هواپیمایی قطر                | حمد (suspended)                                             |
| هواپیمایی سعودی              | ملک فهد، ملک عبدالعزیز، شاهزاده محمد بن عبدالعزیز، ملک خالد |
| ترکیش ایرلاینز               | فصلی: آتاترک                                                |